# BBC Radio Manchester
BBC Radio Manchester est une station de radio locale dépendant de la BBC et diffusant dans le Grand Manchester et le nord-est du Cheshire,dans le nord-ouest de l'Angleterre. Ses studios sont situés à MediaCityUK à Salford Quays, et elle utilise un transmetteur placé à Holme Moss. La radio diffuse les informations nationales et locales et de la musique.